# 크라우트록
크라우트록(Krautrock)은 1960년대 말 독일에서 나타나고, 1970년대에 영국에서 특히 유행한 실험적 음악을 가리키는 말이다. 

## 개요
미국과 영국의 락에서 볼 수 있는 블루스와 록의 전통적인 영향에서 벗어나 전자 음악, 얼터너티브 음악, 뉴에이지 음악의 발생에 기여했다. 주요 가수로는 캔 (밴드), 포폴 부, 탠저린 드림, 노이!, 클라우스 슐체, 진 로버트 금 핼, 크라프트베르크가 있다.

## 같이 보기
- 앰비언트
- 전자 음악
- 실험 음악
- 스페이스 록